# جامعة شتشيتسين
جامعة شتشيتسين [[إنج|University of Szczecin]] (بالبولندية: Uniwersytet Szczeciński)‏ هي جامعة عامة في شتشيتسين، غرب بولندا، وهي أكبر جامعة في غرب بوميرانيا، حيث تضم 33267 طالبًا ويعمل بها حوالي 1200 طالب. تتكون من 9 كليات: 
1. كلية العلوم الإنسانية
2. كلية القانون والإدارة
3. كلية العلوم الطبيعية
4. كلية الرياضيات والفيزياء
5. كلية الاقتصاد والإدارة
6. كلية الإدارة والاقتصاد للخدمات
7. كلية اللاهوت
8. كلية علوم الأرض
9. كلية فقه اللغة

منذ عام 1998 ، شاركت الجامعة في برنامج التبادل الطلابي والمعروف باسم ارسميوس Erasmus .

## أكاديميات
الطلاب في الجامعة:
يتقلب عدد الطلاب في جامعة شتشيتسين بشكل كبير. بينما بدأ 5435 طالبًا دراستهم في العام الدراسي الأول 1985/86، ارتفع عدد الطلاب إلى 921 16 طالبًا في العام الدراسي 1994/1995، أي تضاعف ثلاث مرات. في بداية القرن الحادي والعشرين وصل عدد الطلاب إلى مستوى قياسي بلغ 35000 [7]. في وقت لاحق بدأ في الانخفاض - ويرجع ذلك أساسا إلى الانخفاض الديموغرافي . حاليا (2018) حوالي 14000 طالب يدرسون في الجامعة [5] .
جامعة شتيشن تمنح درجة الدكتوراه في 13 تخصصا: البيولوجيا، الاقتصاد، الجغرافيا، التاريخ، التربية، فلسفة، القانون، الإدارة، اللغويات، الأدب، علم اللاهوت، والفيزياء، والرياضيات. هذا يعني أن جامعة شتشيتسين هي جامعة من الدرجة الأولى تلبي جميع المتطلبات القانونية. ست كليات لديها المؤهلات الأكاديمية الكاملة.
حاليا (2018) يدرس الطلاب في 70 مجالًا للدراسة [5]، 26 مجالًا معتمدًا حاليًا من قبل لجنة الاعتماد الحكومية. يتضمن عرض الدراسات العليا 35 مجالًا للدراسة [8] .
يوجد في الجامعة خمسة منازل للطلاب، يبلغ إجمالي عدد الأسرّة 1800، معظمها عبارة عن غرف مفردة ومزدوجة، تتكيف أيضًا مع احتياجات المعاقين. يرتبط الطلاب في أكثر من 100 نادي علمي. تجمع الجمعية الرياضية الأكاديمية أكثر من 500 طالب. تعمل الجامعة: المسرح الأكاديمي، أكاديمكي سنتروم كولتوري وأوركسترا الحجرة الأكاديمية.
التعاون الدولي:
في إستراتيجية جامعة شتشيتسين يعد التعاون مع الدول الأجنبية عاملاً مهمًا في زيادة جودة البحث العلمي والتعليم بالإضافة إلى تعزيز شتشيتسين والمنطقة في العالم. تم توقيع أول اتفاقية تعاون مع جامعة أجنبية في عام 1985. كانت جامعة إرنست موريتز أرندت في جرايفسفالد (ألمانيا). حاليا يكون التعاون على أساس اتفاقات ثنائية مع 24 جامعة ومؤسسة علمية (بلجيكا، بلغاريا، جمهورية التشيك، الدنمارك، فنلندا، فرنسا، اليابان، لاتفيا، ماليزيا، ألمانيا، روسيا، سلوفاكيا، السويد، أوكرانيا، الولايات المتحدة الأمريكية، إيطاليا، والمملكة المتحدة).
منذ عام 1998 تشارك جامعة شتشيتسين بنشاط في برنامج سقراط/إراسموس، والذي بموجبه تعمل 97 جامعة أمريكية شريكة، بما في ذلك بعض جامعات بلجيكا وجمهورية التشيك والدنمارك وفنلندا وفرنسا واليونان وإسبانيا وهولندا ولاتفيا وألمانيا والبرتغال وسلوفاكيا والسويد وتركيا وإيطاليا وبريطانيا العظمى.

## روابط خارجية
- الموقع الرسمي